# Brebi, Sălaj
Brebi este un sat în comuna Creaca din județul Sălaj, Transilvania, România.
Scurt  istoric al satului
Satul Brebi este pomenit pentru prima oară într-un document din anul 1385 sub denumirea de Beryd. La fel ca și în cazul altor localități, asta nu înseamnă că el datează doar din acel an, ci doar că atunci, după actualele cercetări istorice a fost atestat documentar. Apropierea de Porolissum, așezarea strategică în zona Porților Meseșului, culoarul principal ce făcea legătura între depresiunea Silvaniei și cele ale Agrijului și Almașului, sunt argumente folosite de cei care afirmă că așezarea este cu mult mai veche. O altă consemnare este din anul 1423 când este pomenit sub denumirea de villa olachalis Bred. Numele satului variază puțin de-a lungul secolelor, așa cum se consemnează în lucrarea lui Petri Mor, Szilagyi varmegye monographiaja(Monografia comitatului Sălaj) publicată în Zalău, 1904: 1450-Bered, 1475-Bros, 1543-Breeb, 1553-Bereed, 1555-Bed, 1557-Beed, 1570-Breh, 1609-Bued.
Despre populație, numărul și componența acesteia, datele încep să apară la începutul secolului al XVIII-lea. Este perioada când autoritățile laice iar apoi și cele bisericești încep să facă periodic recensăminte. La început ele au adunat puține date însă pe măsură ce timpul a trecut, în epoca modernă, acestea au devenit tot mai complexe, oferind date diversificate despre fiecare localitate
Primele recensăminte din Transilvania au fost făcute în 1715 și 1720 (Magyarorszag népessége Pragmatica Sanctio Lorábam 1720-21). Datele prelucrate ale acestuia au fost publicate de Acsády Ignácz  în lucrarea ,,Magyar statistikai közlemények” apărută la Budapesta în 1896. De aici aflăm, la pagina 65 că în 1715 existau 4 familii de iobagi și o familie de jeleri(zilieri), două familii fiind de români și 3 de unguri. La pagina 66 a lucrării mai sus pomenite se arată că după 5 ani, în 1720, aici erau tot 4 familii de iobagi dar erau deja 3 de jeleri. Petri Mor în lucrarea sa, ”Monografia comitatului Săjaj” completează aceste date arătând că în anul 1715 erau 45 de suflete (27 români și 18 unguri) iar în 1720 erau deja 60 de locuitori, toți români.
După câțiva ani, în 1733, episcopul Inocentiu Klein realizează prima conscripție a bisericii privind localitățile din Transilvania. Rezultatele acestei conscripții au fost publicate în 1908 de către Augustin Bunea în lucrarea sa ,,Din istoria românilor. Episcopul Ioan Inocentiu Klein”. Aici, la pagina 372, satul, având denumirea de Brebi este consemnat că este locuit de 16 familii. 
O altă conscripție este făcută în anul 1750 de către ,,Archidiaconatus Szamos Udvarhedyiensis”, la capitolul ,,Cottus Szolnok Kőzepső” ( pagina 284), arată că în Bred existau deja 315 locuitori. 
Pe harta iosefină a Transilvaniei întocmită între 1768-1773 se poate observa că în acele vremuri satul Brebi era așezat pe locul numit azi ,,Bucuru”, iar la drumul regesc care venea de la Zalău(Zilah) și mergea la Cluj trecând prin Creaca( Karika) și continuând spre Românași (Unguraș) exista o stație de poștă, lucru important pentru acele timpuri.Acest lucru se explică și prin faptul că, la Brebi a existat o vreme sediul unui protopopiat greco-catolic (Protopopiatul Bredensis sau Protopopiatul Bredului), precum și o mănăstire pe locul ce astăzi poartă același nume și din care nu a mai rămas nimic în zilele noastre. 
Recensământul făcut în anul 1784 de către autorități și ale căror date au fost publicate în 1960 într-o lucrare de către statistica maghiară (Az első magyarországi népszámlálás 1784-1787, Budapest, 1960) ne arată la pagina 395 că în Bréd, în acel an erau 57 de case, 72 de locuințe și 431 de locuitori.     
Alte date ne-au fost oferite de șematismele diacezane ale diecezei de Făgăraș din anii 1835 și 1842 (Schematismus venerabilis Cleri graeci ritus catholicorum dioceseos Fogarasiensis in Transilvania pro anno a Cristo MDCCCXXXV respectiv MDCXXXXLII, pag. 195, respectiv 199). Din acestea aflăm că populația Bred-ului era în 1835 de 602 locuitori iar în 1842 de 699 locuitori. 
După revoluțiile de la 1848 datele statistice devin tot mai complete și au făcut obiectul a numeroase studii de specialitate care pun la dispoziția publicului date prelucrate, traduse și ordonate pe județe și comune în componența lor actuală pentru a fi mai ușor de identificat. Din categoria de lucrări mai sus amintită, relevantă este seria de volume ,,Studia Censualia Transsilvanica” publicate de editura Staff în anii ᾽90 ce face referire la recensămintele efectuate în Transilvania în 1850, 1857, 1880, 1900, 1910. Alte date sunt din șematismele Archidiecesei Gherlei din anii 1894( pag. 158), 1898(pag. 159), 1900(pag. 181), 1903( pag, 162), 1906( pag. 161) 1914( pag. 202).  Sunt și date din recesămintele din 1895 și 1900.
1850: 119 case, 127 locuințe, 737 locuitori (727 români și 10 unguri); 378 erau bărbați (217 necăsătoriți, 146 căsătoriți, 15 văduvi, 34 încorporabili); 359 erau femei (194 necăsătorite, 146 căsătorite, 19 văduve). În acel an, în sat erau 30 de cai și 367 bovine. Din punctul de vedere al confesiunii religioase erau în sat 727 greco-catolici și 10 reformați.
1857: 144 case, 185 locuințe, 818 locuitori; 385 bărbați (246 necăsătoriți, 138 căsătoriți, 11 văduvi), 421 femei (239 necăsătorite, 139 căsătorite, 45 văduve); După religia lor, erau 805 greco-catolici, 12 romano-catolici și 1 reformat.
1869: 911 locuitori (893 greco-catolici, 7 romano-catolici, 2 reformați, 2 unitarieni și 7 izraeliți)
1880: 189 case, 883 locuitori (853 români, 8 unguri, 3 germani, 1 slovac, 18 de alte naționalități); în acest an sunt consemnați 691 greco-catolici, 181 ortodocși, 8 romano-catolici și 3 izraeliți;
1890: 201 case, 1012 locuitori (974 români, 27 unguri, 11 de alte naționalități); dintre locuitori, 771 erau greco-catolici, 207 ortodocși, 6 romano-catolici, 5 reformați, 23 izraeliți; 
1894: 979 locuitori; 
La recensământul agricol din anul 1895, în cele 186 de gospodării au fost consemnate următoarele date: 984 iugăre pământ arător, 25 iugăre de grădini, 303 iugăre de fânețe, 5 iugăre de vii, 288 iugăre de pășuni și 1202 iugăre de pădure. Oamenii aveau 2 atelaje cu un cal și 3 cu 2 cai, 11 atelaje cu 2 boi, 10 atelaje cu bivoli, 4 cu măgari și asini și 43 cu vaci; În gospodării erau 232 vite, 188 boi și juncani, 98 de bivoli, 70 de capre, 137 porci, 450 de oi, 1192 păsări, 22 de coșnițe cu albine. În grădini și livezi au fost înregistrați 188 de meri, 111 peri, 3 cireși, 25 piersici, 6 caiși, 1504 pruni și 55 nuci. Hotarul satului cuprindea în jurul anului 1900 următoarele locații: Ulița Poptelecului, Ulița Cigleanului, Ulița Turecescilor, Cătră Vii, Dealul Crucilor, Fântânele, Șuri, Dealuri, La Monastire, Mazeri, Sortii, Lunci, Tufele peleșului, Între șuri, Poiana Anesii, Ana, Dâmbul Horincarului, La sboriște, Valea lui Jurj, Părăul lui Văsâi, Fundătură, Dumbrăvița, La Curmătură, Fântâna la Stogurele, Fagului, Cigleanului (Petri Mor, Szilagyi varmegye monographiaja).
1900: 218 case, 1062 locuitori (1032 români, 17 unguri, 11 evrei, 2 de alte naționalități); 1002 erau greco-catolici, 45 ortodocși, 3 romano-catolici, 1 reformat, 11 izraeliți. 
1906: 1028 locuitori 
1910: 250 case, 1224 locuitori (1190 români, 15 unguri, 4 germani, 15 evrei); 1049 erau de religie greco-catolică, 34 erau ortodocși, 4 romano-catolici și 15 izraeliți și 122 de altă religie. 
1912: 1356 locuitori 
1914: 1332 locuitori
După unirea din 1918 și până în prezent s-au efectuat mai multe recensăminte. Referitoare la satul Brebi, datele sunt următoarele:
1920: 1220 locuitori (1200 români, 12 evrei și 8 de alte naționalități), 250 de case 
1930: 1271 locuitori (1267 români, 4 evrei), dintre aceștia 1103 erau greco-catolici, 41 ortodocși, 4 izraeliți, 109 baptiști și 14 de altă religie
1941: 1244 locuitori (1230 români, 14 unguri), 1090 dintre ei erau greco-catolici, 20 ortodocși, 2 romano-catolici, 8 reformați, 6 izraeliți, 112 baptiști,  6 de altă religie.
Din acel moment, statisticile consemnează o scădere continuă a populației, în totalitate de etnie română:
1956 : 1075 locuitori;     
1966: 879 locuitori;      
1977: 796 locuitori 
1992 : 614 locuitori (336 ortodocși, 3 greco-catolici, 171 baptiști, 65 penticostali și 39 de altă religie)
2002: 593 locuitori;   
2011: 550 locuitori
2016: 261 case, 552 locuitori
Bibliografie: Traian Ience, Monografia școlilor din comuna Creaca, Ed. Caiete Silvane, Zalău, 2016, ISBN 978-606-914-017-8

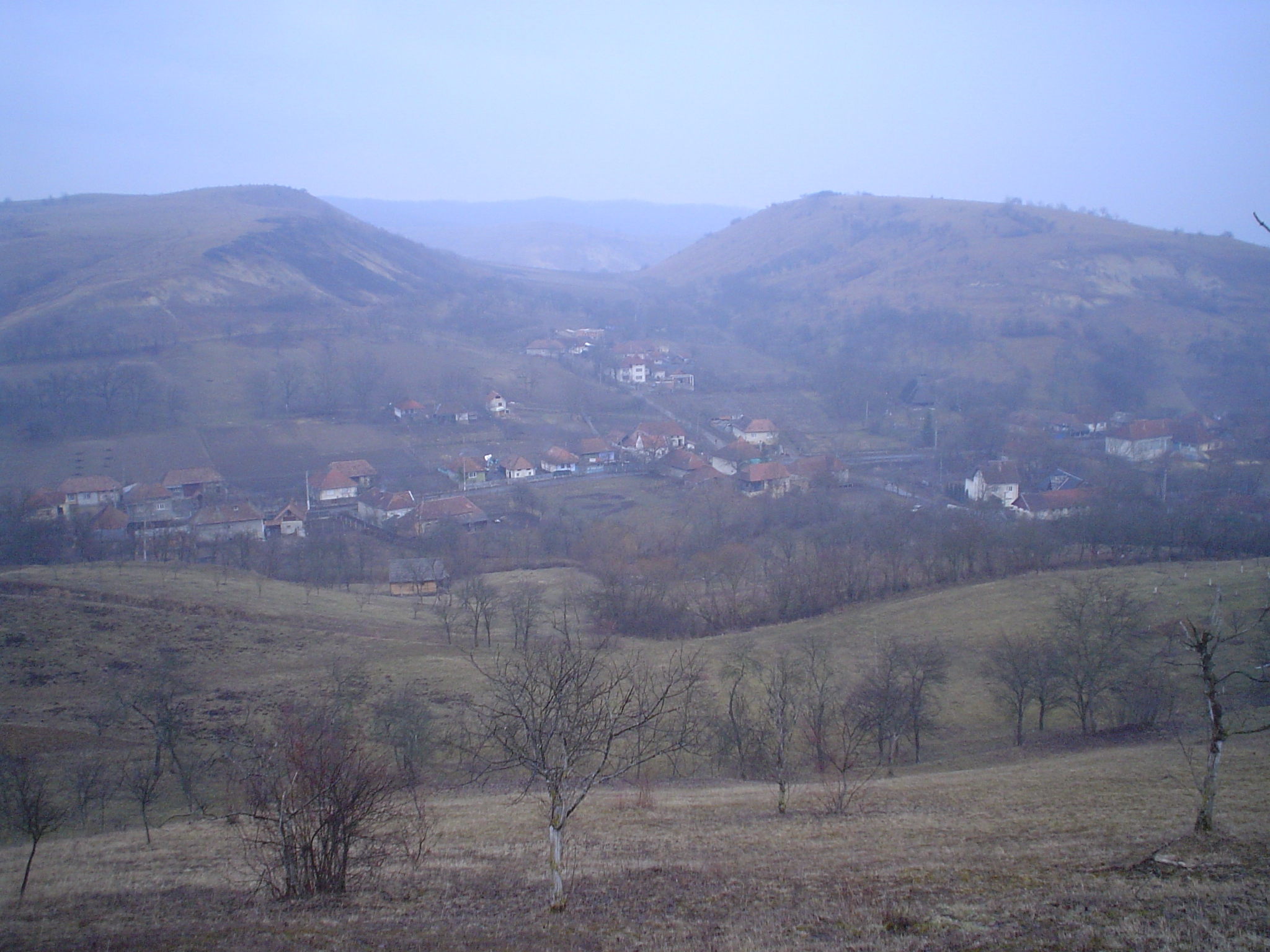
Brebi
Școala Generală
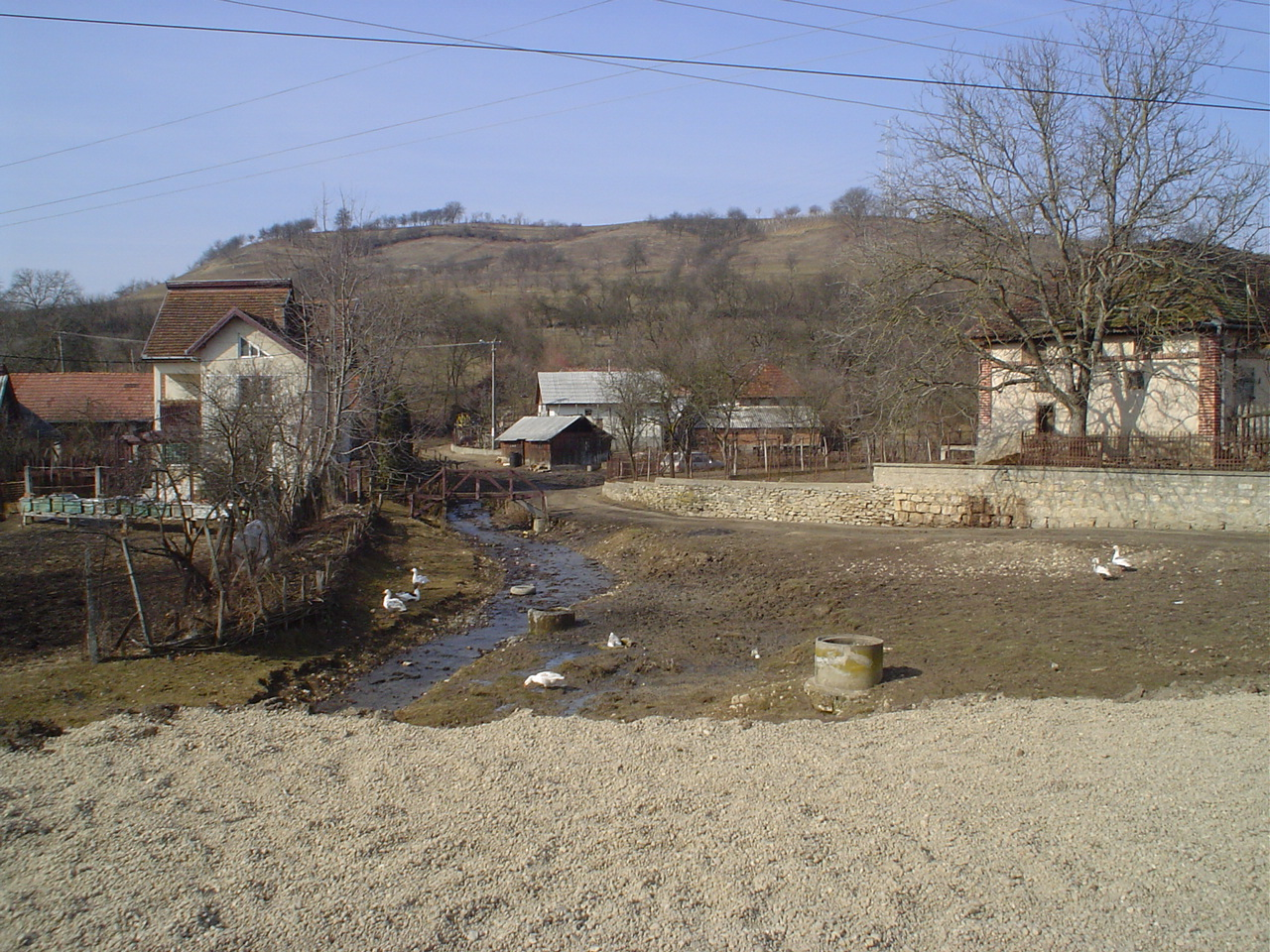
Imagine din sat
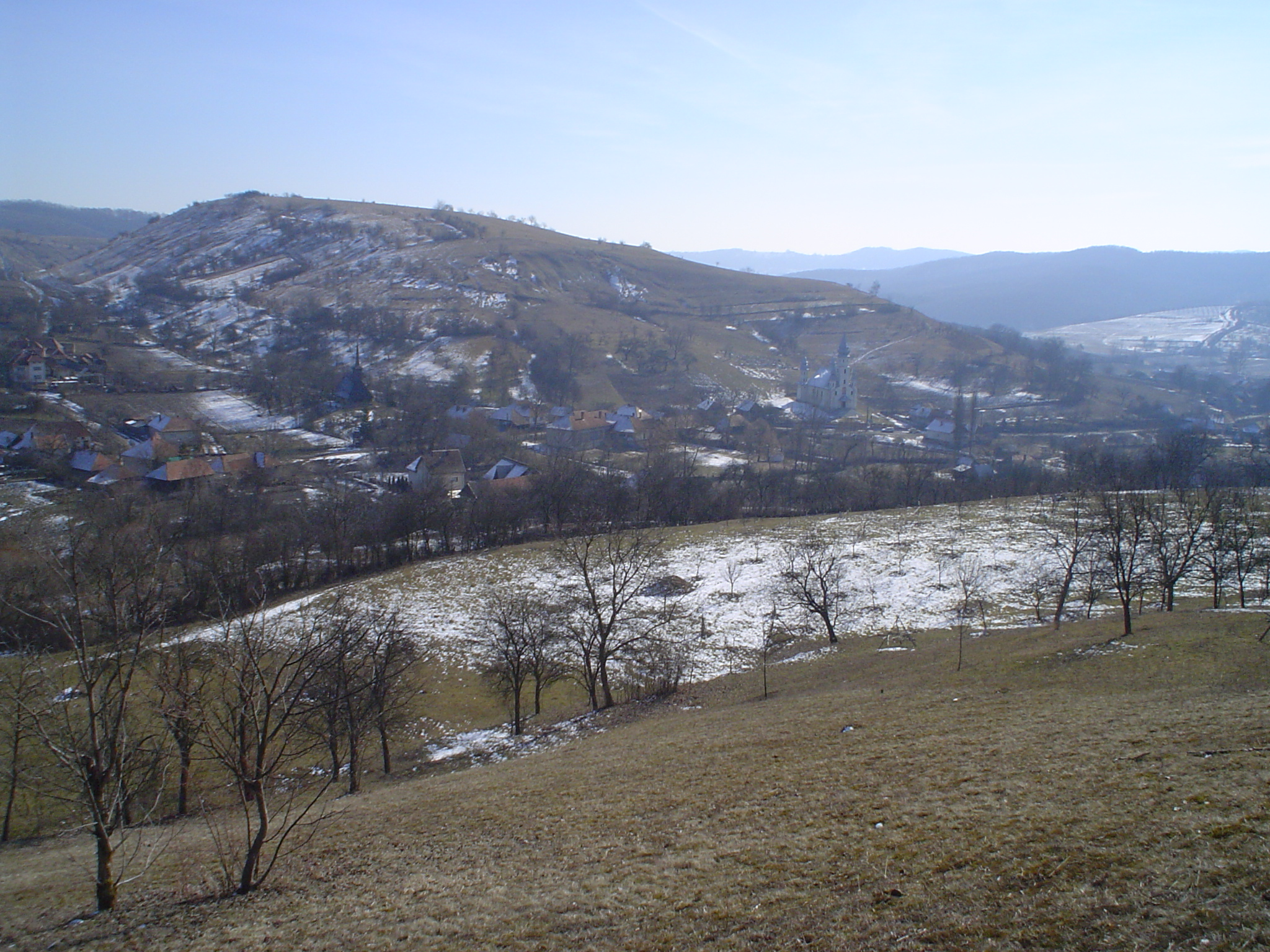
Panoramă
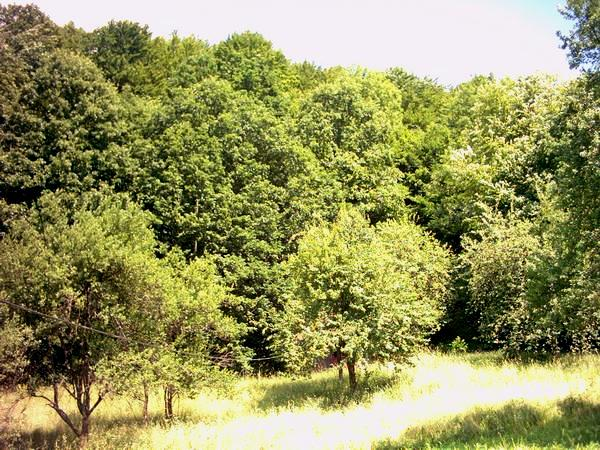
Pădurea Brebiului